# Otricoli
Otricoli ist eine italienische Gemeinde mit 1676 Einwohnern (Stand 31. Dezember 2023) in der Provinz Terni in der Region Umbrien.

## Geografie

Lage der Gemeinde Otricoli in der Provinz Terni

Die Gemeinde erstreckt sich über rund 28 km². Sie liegt etwa 90 km südlich der Regionalhauptstadt Perugia und rund 25 km südwestlich der Provinzhauptstadt Terni auf einer Anhöhe neben dem Tiber und kurz südöstlich dessen Zusammenflusses mit dem Nera in der klimatischen Einordnung italienischer Gemeinden in der Zone D, 1745 GR/G.
Der Ort liegt an der Staatsstraße SS 3 und wird von hier durch die Porta Maggiore begangen. Das zweite Stadttor ist die Porta San Severino, die durch die heutigen Straßen Via Vittorio Emanuele II und Via Cavour mit dem Haupttor verbunden ist.
Einziger Ortsteil der Gemeinde ist das ca. 9 km nordöstlich gelegene Poggio.
Die Nachbargemeinden sind Calvi dell’Umbria, Gallese (VT), Magliano Sabina (RI), Narni, Orte (VT) und Stroncone.

## Geschichte

### Hauptort
Erste Siedlungen entstanden auf dem heutigen Ortsgebiet im 8. Jahrhundert v. Chr. in dem Gebiet Sgorga am Ufer des Tiber. Im Jahr 308 v. Chr. hieß der Ort noch Ocriculum und war mit Rom alliiert, um dessen Handel am Tiber zu unterstützen. Hier entstand der Porto dell’Olio (Ölhafen), der bis zum Ende des 18. Jahrhunderts aktiv war. Im römischen Bundesgenossenkrieg wurde der Ort zerstört. In der Zeit der Umbrer-Sabiner wurde das heute Ortszentrum auf den Hügel verlegt und bereits eine Stadtmauer aus Tuffstein ohne Mörtelverbindungen angelegt. Die an dem Stadttor entlangführende Via Flaminia (220 v. Chr., heute Via Roma) verstärkte den Standort als römischer Handelsposten. In den Jahren zwischen 569 und 605 litt der Ort stark unter der Besatzung der Langobarden, danach geriet die Siedlung unter den Einfluss des Kirchenstaats, dem sie sich um 1000 nach Streitigkeiten mit Narni unterwarf. Dort blieb der Ort bis 1860, als Umbrien im Zuge des Risorgimento Region Italiens wurde. 1861 wurde erstmals der Rat des Ortes gewählt, Bürgermeister (Sindaco) wurde der Graf Francesco Ruiz De Cardenas. 1943 war Otricoli Standort eines deutschen Militärkommandos. Die anschließenden Bombardierungen hinterließen Schäden am Rathaus, an der Casa Birelli und am Stadttor Porta Maggiore. Höhepunkt der Bevölkerungsentwicklung waren die 1950er Jahre, als im Ort mehr als 2300 Personen wohnten.

### Ortsteil Poggio

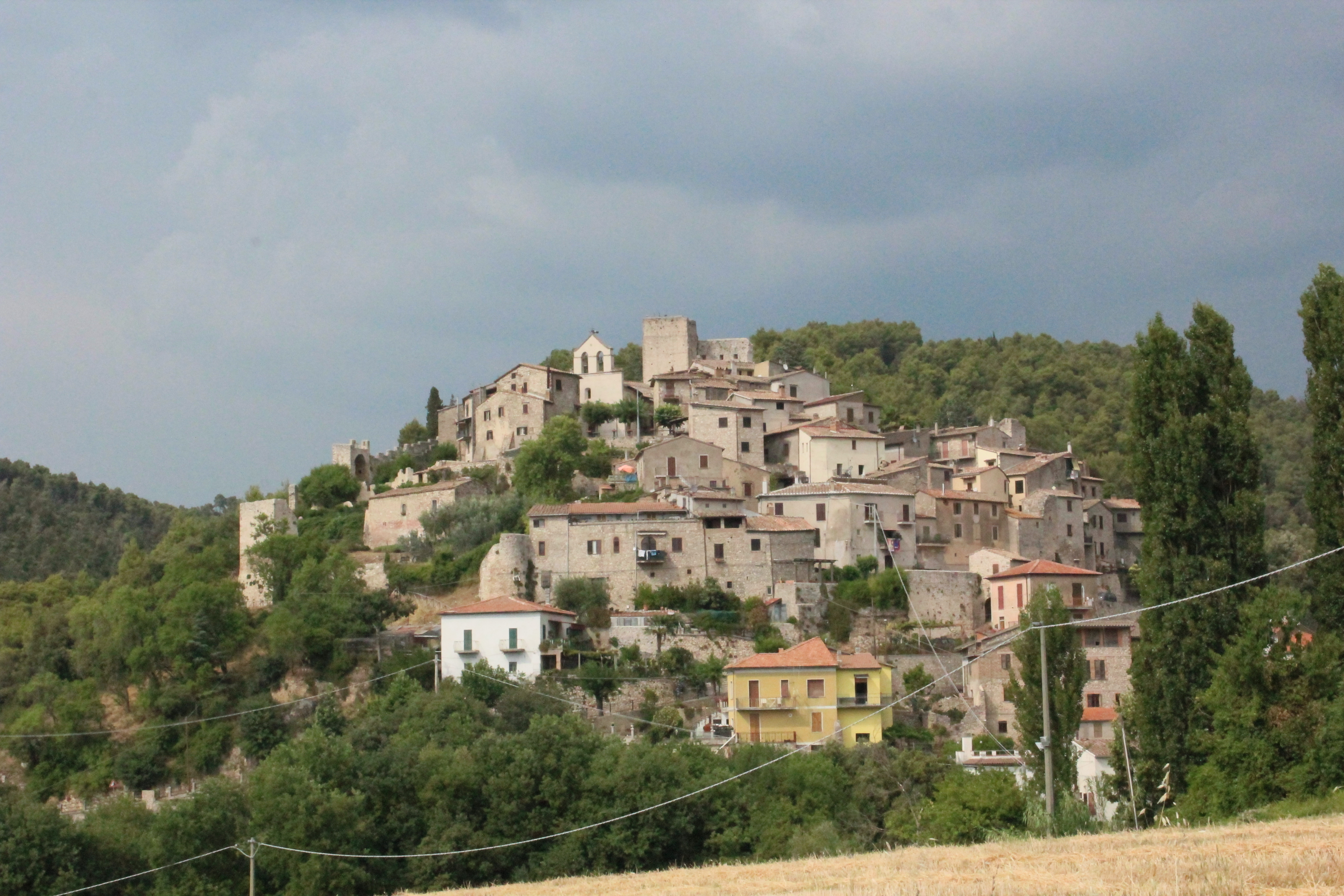
Der Ortsteil Poggio

Poggio, auch Poggio di Otricoli genannt, liegt an einem westlichen Ausläufer des Monte San Pancrazio (1028 m) in 314 Metern Höhe und hat ca. 380 Einwohner. Poggio wird das erste Mal am 14. April 1237 schriftlich erwähnt, als Tebalduccio Dorgani di Narni einen Teil der Burg erwarb. In diesen Dokumenten wird der Ort als Castrum Podii Medii und als Poggium Moggii bezeichnet. 1276 erlangte die Stadt Narni die Herrschaft über den Ort. Erst im Jahre 1815 nach den Napoleonischen Kriegen befreite sich Poggio von der Herrschaft Narnis und wurde Teil der Gemeinde Otricoli.

## Sehenswürdigkeiten

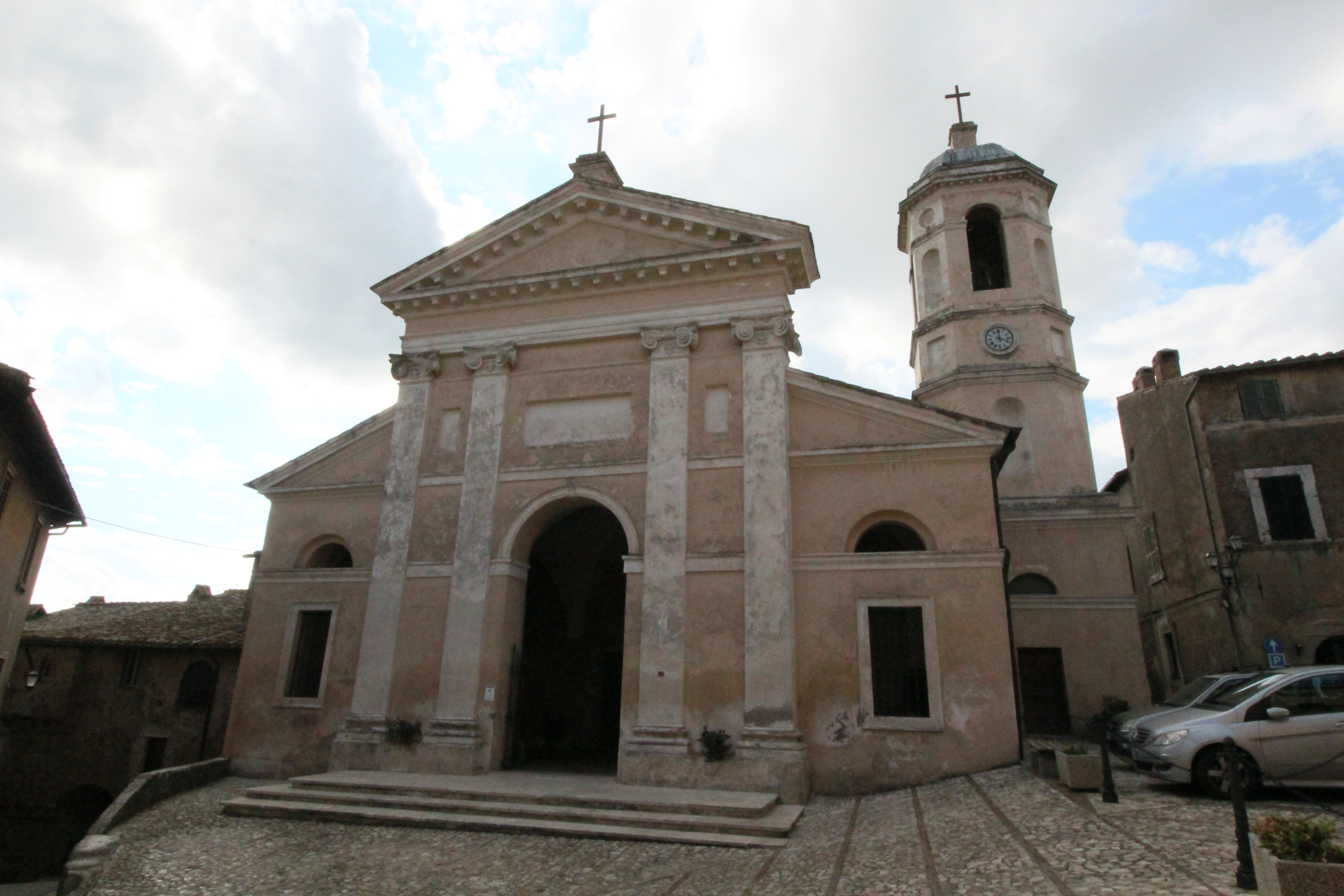
Die Collegiata di Santa Maria Assunta

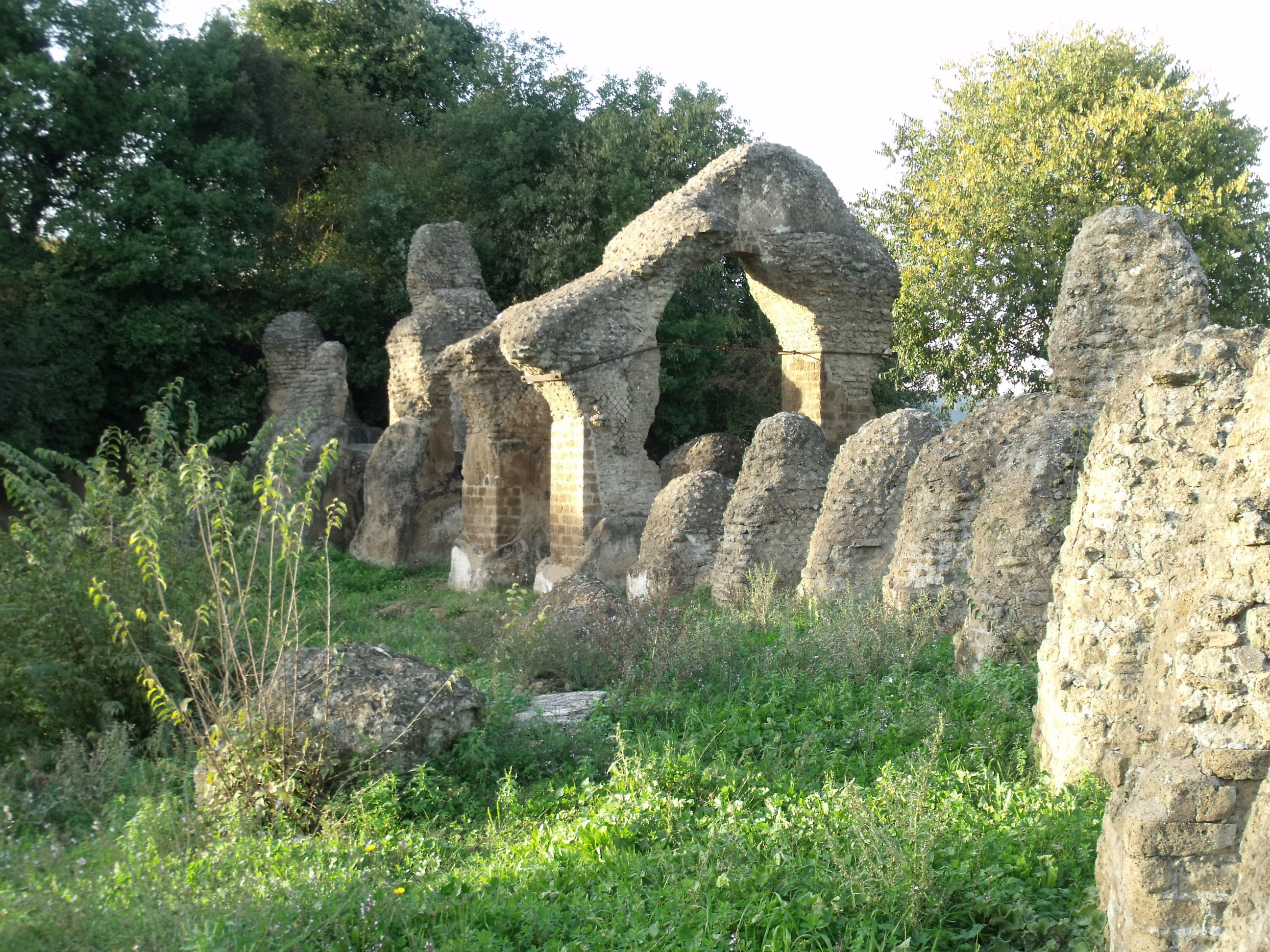
Ruinen des Amphitheater in Ocriculum

- Collegiata di Santa Maria Assunta, Hauptkirche im Ortskern aus dem 7. Jahrhundert. Der Hochaltar stammt aus dem 12. Jahrhundert, das Ziborium aus Marmor aus dem Jahr 1500. Die rechte Seite der Kirche hat die Kapellen San Fulgenzio und San Domenico (mit dem Fresko San Fulgenzio vescovo che distribuisce il pane ai poveri di Otricoli) sowie das Baptisterium mit einem Taufbecken aus dem 16. Jahrhundert. Auf der linken Seite befinden sich die Kapellen Sant’Antonio Abate und die der Madonna Addolorata.[6]
- Chiesa di San Salvatore, bereits 1235 als Cappella S. Salvatoris erwähnte Kirche im Ortskern. Enthält das Fresko Madonna del Latte.[6]
- Chiesa di San Giuseppe da Leonessa (auch Oratorio di San Giuseppe da Leonessa genannt), Kirche und Oratorium im Ortskern entstanden 1761.[6]
- Stadtmauern: Die ersten Stadtmauern entstanden im 4. Jahrhundert v. Chr. Danach wurden die Stadtmauern im 7. Jahrhundert n. Chr. errichtet. Die heute sichtbaren Stadtmauerteile stammen aus dem 12. Jahrhundert. Die älteren und verschwundenen Stadttore lagen an gleicher Stelle wie die heutigen Stadttore:[7]
  - Porta Maggiore, östliches Stadttor zum Borgo hin.
  - Porta San Severino, westliches Stadttor, zur Via Flaminia und zum Tiber liegend.
- Ocriculum, historischer Ort des sechsten Bezirks (Umbrien, bzw. Umbria complexa agrumque Gallicam citra Ariminium) des Römischen Reichs. Hier hatte der Tempel des Jupiter Ort, der auch den Zeus von Otricoli hervorbrachte. Die Thermen (ca. 2. Jahrhundert v. Chr. entstanden) und das Theater (ca. 1. Jahrhundert) wurden im 18. Jahrhundert entdeckt. Heute erinnert noch der Name des Titularbistums Otriculum an den Ort.
- Castello delle Formiche, heutige Burgruine am Fluss Aia kurz vor der Mündung in den Tiber, die im 12. Jahrhundert entstand und die ca. 2 km südwestlich von Otricoli liegt. Die Burg war mehrfacher Auslöser für Konflikte zwischen Otricoli und Amelia bei Auseinandersetzungen im Mittelalter.
- Porto dell’Olio, ehemaliger Hafen (Ölhafen) am Tiber, der bis ins 18. Jahrhundert benutzt wurde.[8]
- Chiesa di San Vittore, bereits 1227 erwähnte Kirche nahe dem Porto dell’Olio am Tiber, als Benediktiner-Kloster entstanden. Sie wurde am Ende des 16. Jahrhunderts durch eine Tiberflut zerstört und 1579 neu errichtet. Der heute sichtbare Teil entstand 1714 neben den Ruinen des alten Klosters.[9]
- Chiesa di San Fulgenzio, eine an der Antica Via Flaminia anliegende Kirche. Sie enthielt die sterblichen Überreste des San Fulgenzio bis 1316, als die Reliquien in die Collegiata gebracht wurden.[10] Enthält das Museum Antiquarium Casale San Fulgenzio.[11]

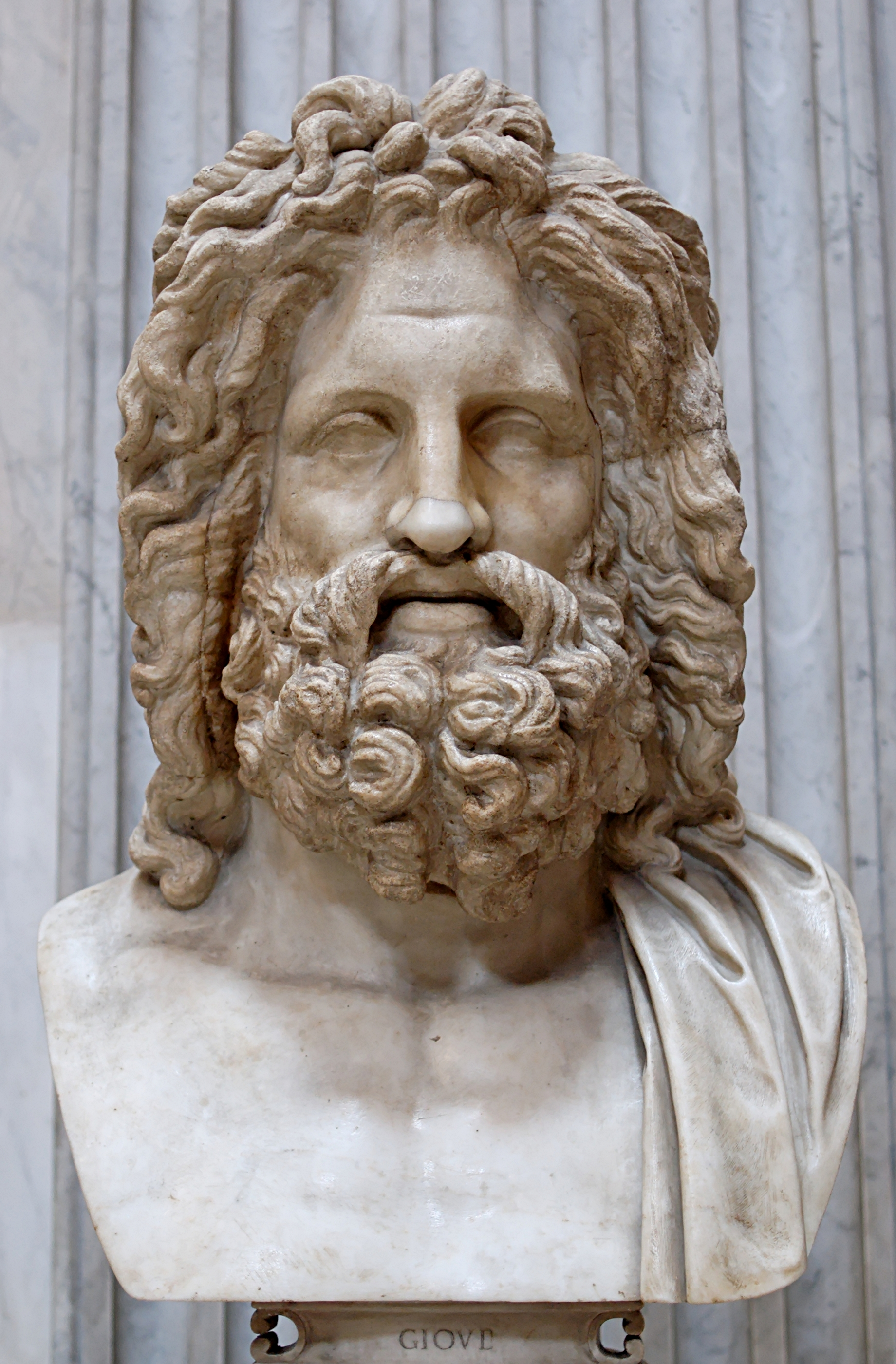
Der Zeus von Otricoli, römische Kopie nach einem griechischen Original aus dem 4. Jahrhundert, befindet sich heute in den Vatikanischen Museen, Museo Pio-Clementino, Sala Rotunda

- Chiesa di San Nicola, die Hauptkirche im Ortsteil Poggio, entstand im 15. Jahrhundert.
- Chiesa di San Vittore nahe dem Ortsteil Poggio, eine Kirche aus dem 14. Jahrhundert.

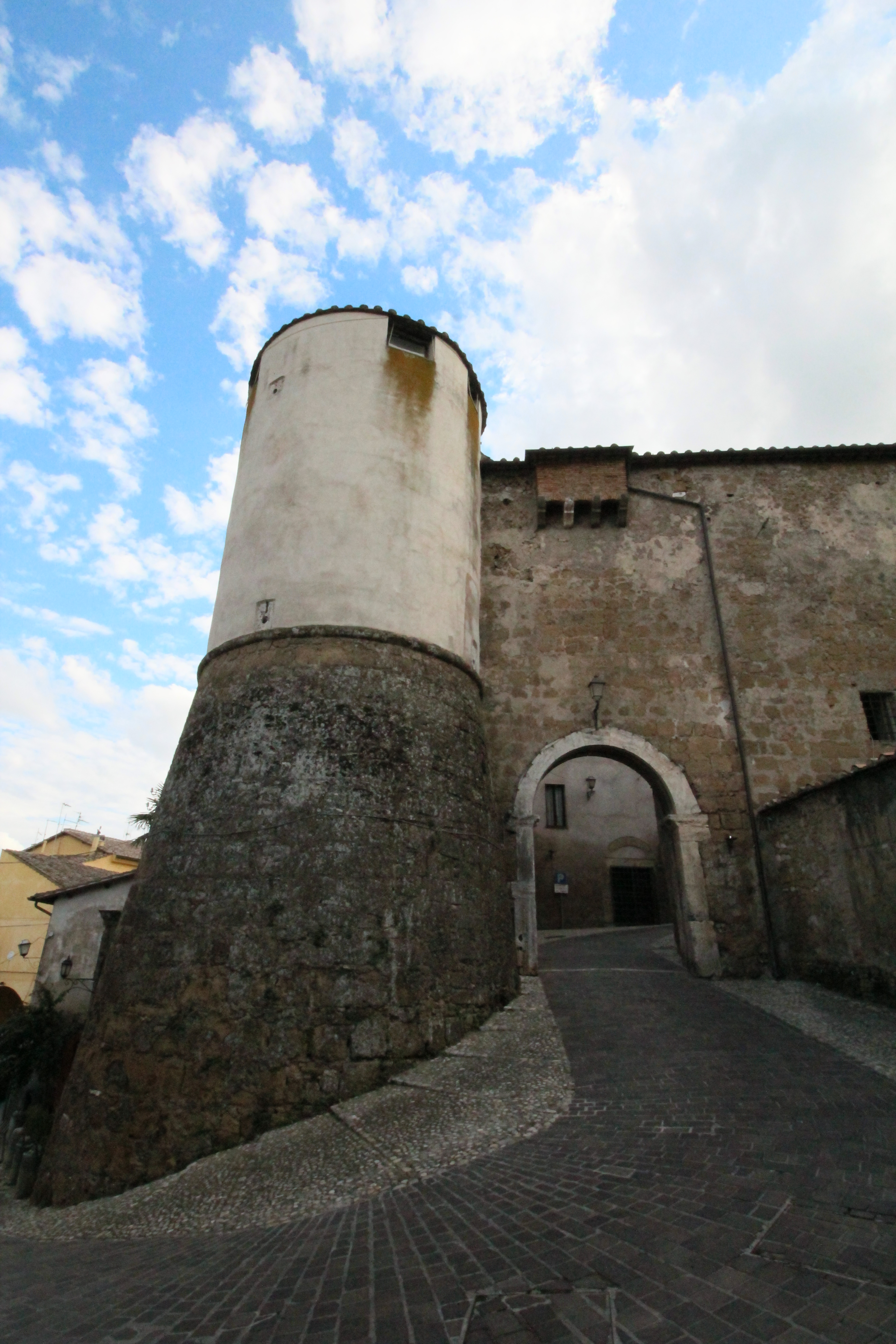
Haupttor Porta Maggiore
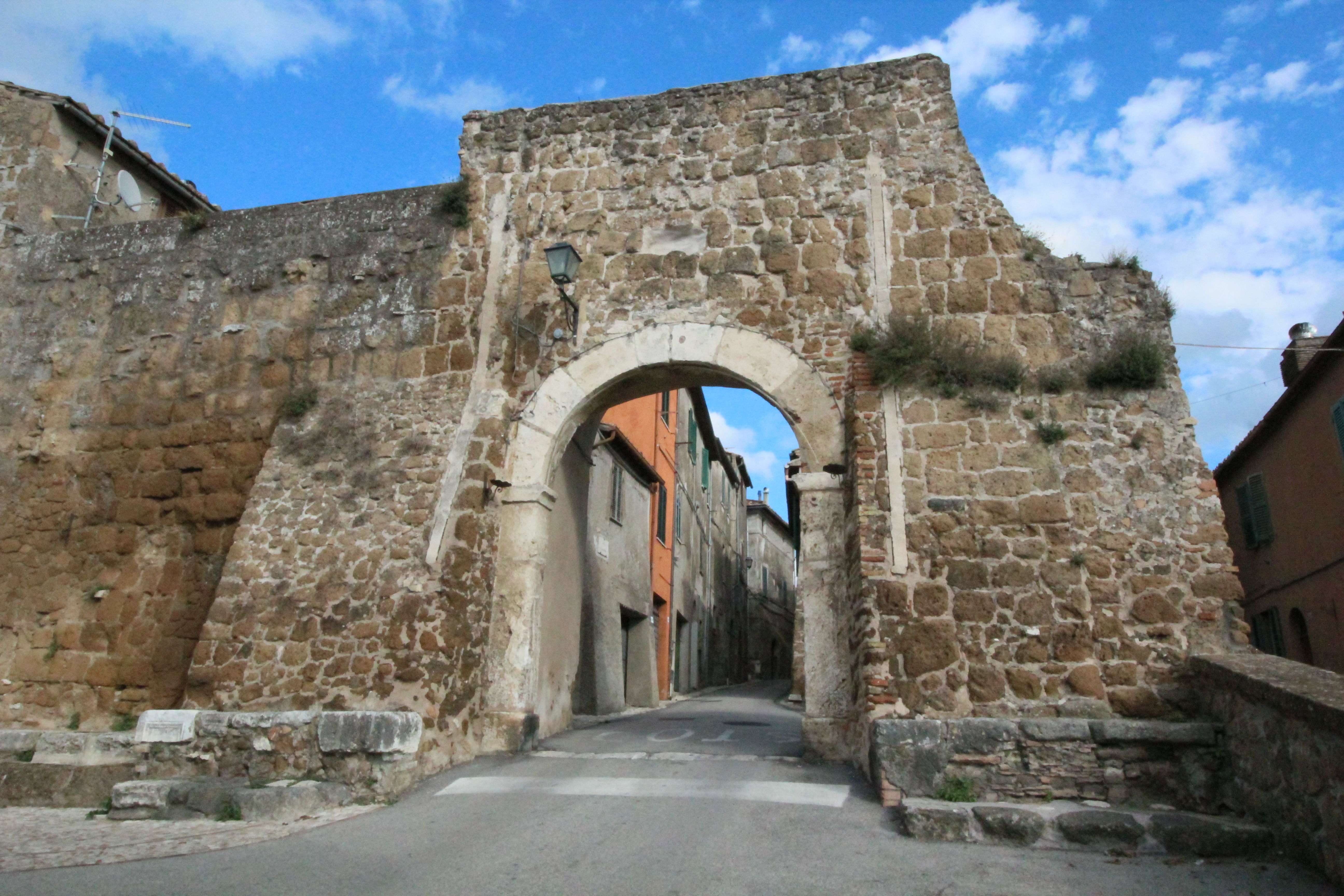
Stadttor Porta San Severino
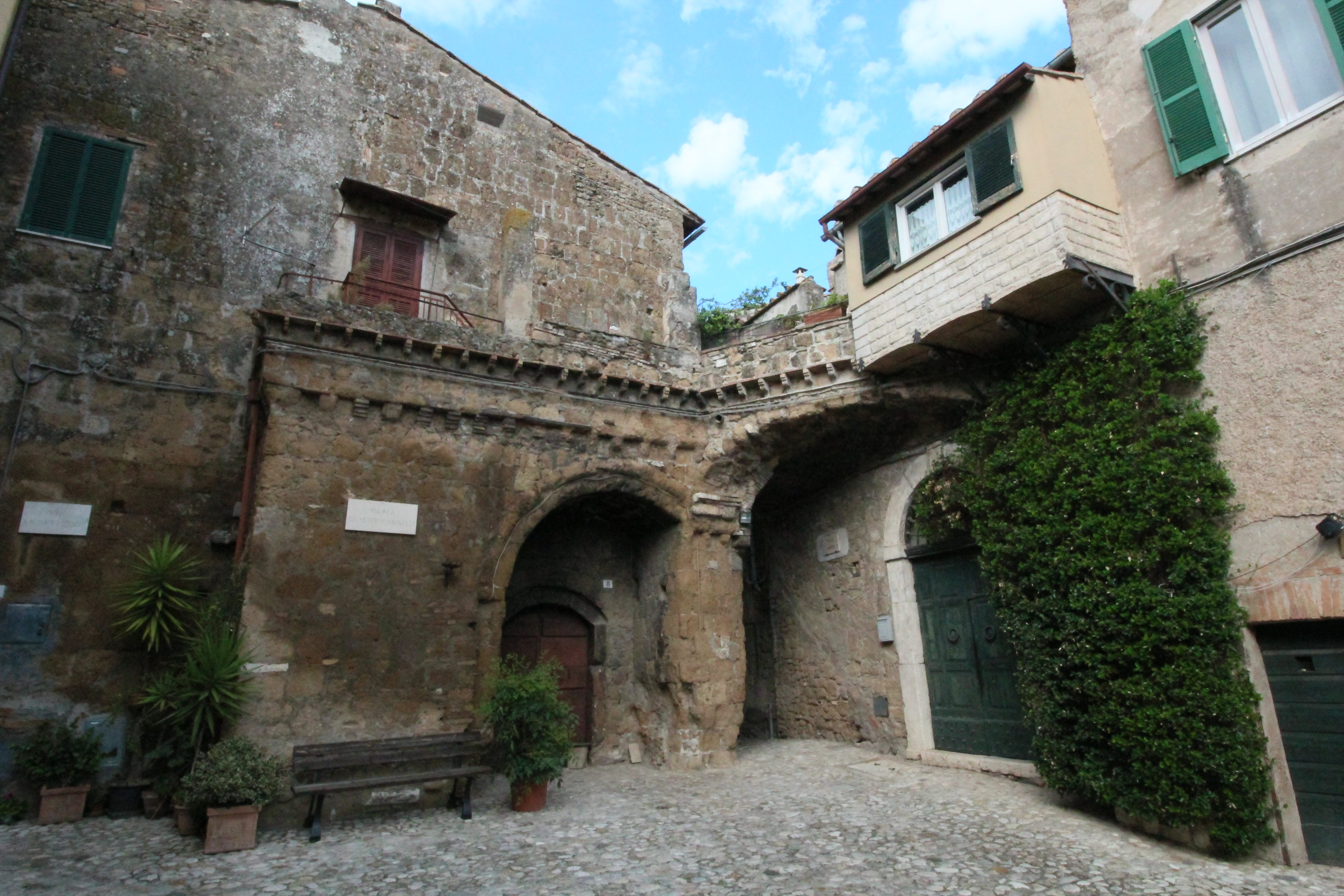
Piazza Garibaldi im Ortszentrum nahe der Collegiata

## Verkehr
- Der Ort liegt an der Strada Statale 3 Via Flaminia. Die nächste Anschlussstelle an den Fernverkehr ist Magliano Sabina, sie liegt an der Autostrada A1 (Autostrada del Sole) etwa 5 km südlich.
- Die nächstgelegenen Bahnstationen an der Bahnstrecke Florenz-Rom sind Orte Scalo und Gallese-Teverina (Scalo Teverina).

## Gemeindepartnerschaften
- Mstòw, Powiat Częstochowski, Polen, seit 2006.[12]